# الشاذلي بن جديد
الشاذلي بن جديد (14 أبريل 1929 - 6 أكتوبر 2012) الرئيس الثالث للجمهورية الجزائرية من 9 فبراير 1979 وحتى 11 يناير 1992.

## المسيرة

### المسيرة المبكرة
ولد في قرية بوثلجة بولاية الطارف خدم بن جديد في الجيش الفرنسي كضابط غير مفوض وحارب في الهند الصينية. في بداية حرب الاستقلال الجزائرية من فرنسا عام 1954، انضم بن جديد إلى جبهة التحرير الوطني (FLN) ونتيجة لذلك، كوفئ بمنحة القيادة العسكرية لمنطقة وهران الجزائرية عام 1964. بعد الاستقلال، ترقى في الرتب حتى أصبح عقيد في 1969.

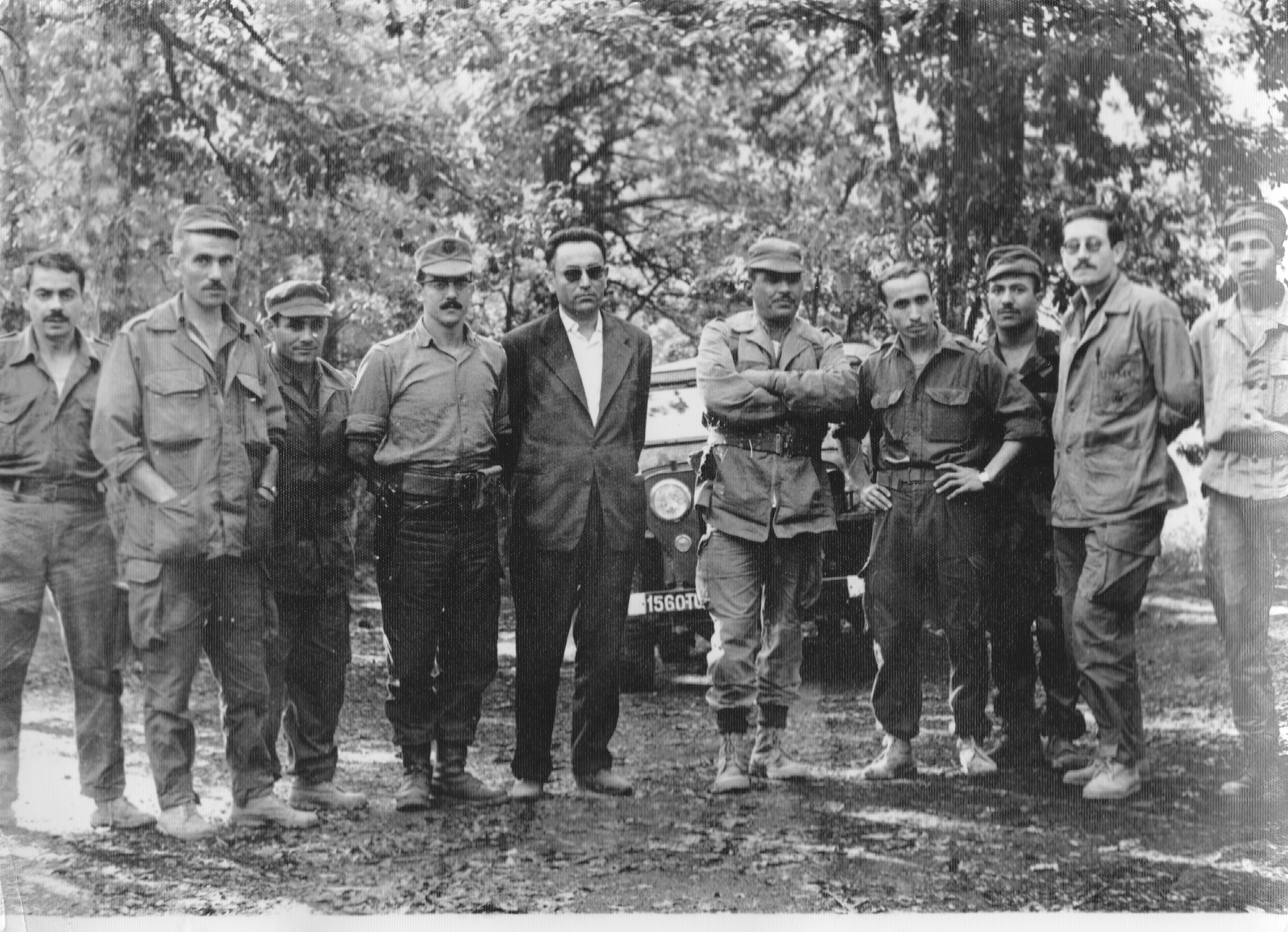
الشاذلي بن جديد (الثاني من اليسار)خلال حرب الاستقلال 1961

### الاعتلاء إلى الرئاسة
كان بن جديد وزيرًا للدفاع من نوفمبر/تشرين الثاني 1978، وحتى فبراير/شباط 1979. وأصبح بعد وفاة هواري بومدين رئيسًا للجزائر خلافًا لما كان يعتقد أن يخلف بومدين في الرئاسة مرشحون مثل عبد العزيز بوتفليقة أو محمد صالح يحياوي. حيث كان بن جديد يحسب على أنه تحرري موالي للغرب. أثناء فترة رئاسته، خفف من تدخله في الاقتصاد وخفف المراقبة الأمنية للمواطنين. في أواخر الثمانيات، ومع انهيار الاقتصاد بسبب انخفاض أسعار النفط بسرعة، اشتدت حدة التوتر بين أجنحة النظام الداعمين لسياسة بن جديد الاقتصادية من جهة. ومن المعارضين لسياسة بن جديد والمطالبين بالعودة إلى النهج المؤسس. في أكتوبر/تشرين الأول 1988، اندلعت احتجاجات شبابية ضد بن جديد احتجاجا على سياسات التقشف مما أدى إلى انتشار اضطرابات هائلة في مدن وهران، وعنابة، وأخرى أدت إلى أن يقوم الجيش بقمعها  وفي سعيه للبقاء سياسيًا، دعا بن جديد إلى الانتقال للديمقراطية والسماح بالتعددية الحزبية. على أية حال، تدخل الجيش الجزائري لإيقاف الانتخابات الديمقراطية من جلب حركة الجبهة الإسلامية للإنقاذ (FIS) إلى السلطة. مما أدى إلى استقالة بن جديد ودخول البلاد في حرب أهلية .

## شخصيته
وُصف بأب الديمقراطية، صاحب طابع لين وسمح وأليف بدون عدوانية ولا تسلط. وهذا مكنه توفير بيئة اقتصادية واجتماعية ملائمة، ترتبط ارتباطا وثيقا بالظروف الدولية المحيطة، التي تميزت حينها بالانفتاح على جميع الأصعدة، وكانت السبيل الوحيد لمجاراة بقية الدول الناشئة التي تبحث عن تعزيز مكانتها والاستفادة من التطورات الحاصلة في شتى الميادين.
لقد كان الشاذلي بن جديد مخلصا في خدمة الجزائر كرئيس وكمجاهد ضمن صفوف جيش التحرير، وسعى إلى رسم إستراتيجية حكم مواكبة للتحولات الدولية التي حملتها رياح الانفتاح الاقتصادي والسياسي آنذاك، وهو ما جعل سنوات حكمه بمثابة الحلقة المفصلية في الحياة السياسية للجزائر التي ألقت بظلالها على جل القطاعات الأخرى، بإجراء تحول جذري نحو الديمقراطية والتعددية، بعدما استجاب دون تردد لرغبة الشعب وكانت بذلك الجزائر سباقة إليها قبل كثير من الدول. وهو ما جعله يلقب بأبي الديمقراطية في الجزائر.

## حياة ما بعد الرئاسة
بعد يناير/كانون الثاني 1992 ابتعد بن جديد عن الحياة السياسة. في أواخر 2008، ظهر بن جديد عندما ألقى خطابًا مثيرًا للجدل في مدينته الأصلية الطارف.

## وفاته
توفي يوم السبت 6 أكتوبر 2012، الرئيس الجزائري الأسبق الشاذلي بن جديد عن عمر ناهز 83 عاما، في مستشفى عين النعجة العسكري بالعاصمة الجزائرية حيث كان يرقد في قسم العناية المركزة إثر تعرضه قبل أيام لأزمة قلبية حادة.

## كتابه
ألف كتابا سماه ملامح حياة كتب عن الأحداث التي كان فاعلا فيها أو شاهدا عليها وقد استعان بكثير من الأصدقاء في ذلك واستغرق العمل منه مدة أربع سنوات في الكتابة.

## وصلات خارجية
- الشاذلي بن جديد على موقع مونزينجر (الألمانية)
- موقع رئاسة الجمهورية الجزائرية
- سنوات الشاذلي بن جديد على يوتيوب.